# Diego Nappi
Diego Nappi (Sassari, 10 agosto 2007) è un velocista italiano, campione europeo under 20 dei 200 metri piani a Tampere 2025.

## Biografia
Originario di Porto Torres, comincia a praticare l'atletica leggera nel 2021 con la squadra locale, l'Atletica Leggera Porto Torres, allenato dal tecnico Marco Trapasso. Nel 2024, a Molfetta, stabilisce la migliore prestazione italiana under 18 dei 200 m piani con il tempo di 20"79, battendo di 13 centesimi il precedente primato detenuto da Filippo Tortu. Nello stesso anno vince la medaglia d'oro agli Europei under 18 di Banská Bystrica stabilendo nell'occasione il nuovo record dei campionati con il tempo di 20"81.
Nel 2025, al suo primo anno da junior, prende parte agli Europei under 20 di Tampere laureandosi campione continentale di categoria nei 200 m piani con il tempo di 20"77, ottenuto con un vento contrario di −2,9 m/s.

## Record nazionali
Allievi (under 18)
- 200 metri piani: 20"79 ( Molfetta, 6 luglio 2024)
- 200 metri piani indoor: 21"52 ( Ancona, 11 febbraio 2024)

## Progressione

### 200 metri piani
| Stagione | Tempo | Luogo    | Data      | Rank. Mond. |
| -------- | ----- | -------- | --------- | ----------- |
| 2025     | 20"76 | Tampere  | 9-8-2025  |             |
| 2024     | 20"79 | Molfetta | 6-7-2024  |             |
| 2023     | 21"61 | Cagliari | 14-5-2023 |             |

### 200 metri piani indoor
| Stagione | Tempo | Luogo  | Data      | Rank. Mond. |
| -------- | ----- | ------ | --------- | ----------- |
| 2024     | 21"52 | Ancona | 11-2-2024 |             |
| 2023     | 22"41 | Ancona | 14-1-2023 |             |

## Palmarès
| Anno | Manifestazione | Sede            | Evento      | Risultato | Prestazione | Note                  |
| ---- | -------------- | --------------- | ----------- | --------- | ----------- | --------------------- |
| 2024 | Europei U18    | Banská Bystrica | 200 m piani | Oro       | 20"81       | Record dei campionati |
| 2025 | Europei U20    | Tampere         | 200 m piani | Oro       | 20"77       | [ 2 ]                 |
| 2025 | Europei U20    | Tampere         | 4×100 m     | Finale    | dnf         |                       |

## Campionati nazionali
- 1 volte campione nazionale cadetti dei 300 m piani (2022)
- 1 volta campione nazionale allievi dei 200 m piani indoor (2024)
- 1 volta campione nazionale allievi dei 200 m piani (2024)

2021
- 9° ai campionati italiani cadetti, 300 m piani - 36"93
- 10° ai campionati italiani cadetti, 4x100 m - 45"99

2022
- Oro a campionati italiani cadetti, 300 m piani - 35"44
- 7° ai campionati italiani cadetti, 4x100 m - 44"71

2023
- Argento ai campionati italiani allievi indoor, 60 m piani - 7"56
- DQ ai campionati italiani allievi indoor, 200 m piani

2024
- Oro ai campionati italiani allievi indoor, 200 m piani - 21"60
- Oro ai campionati italiani allievi, 200 m piani - 20"79

2025
- 8° ai campionati italiani juniores indoor, 60 m piani - 7"17
- 9° ai campionati italiani juniores, 200 m piani - 21"81